# Thomas Reusch-Frey

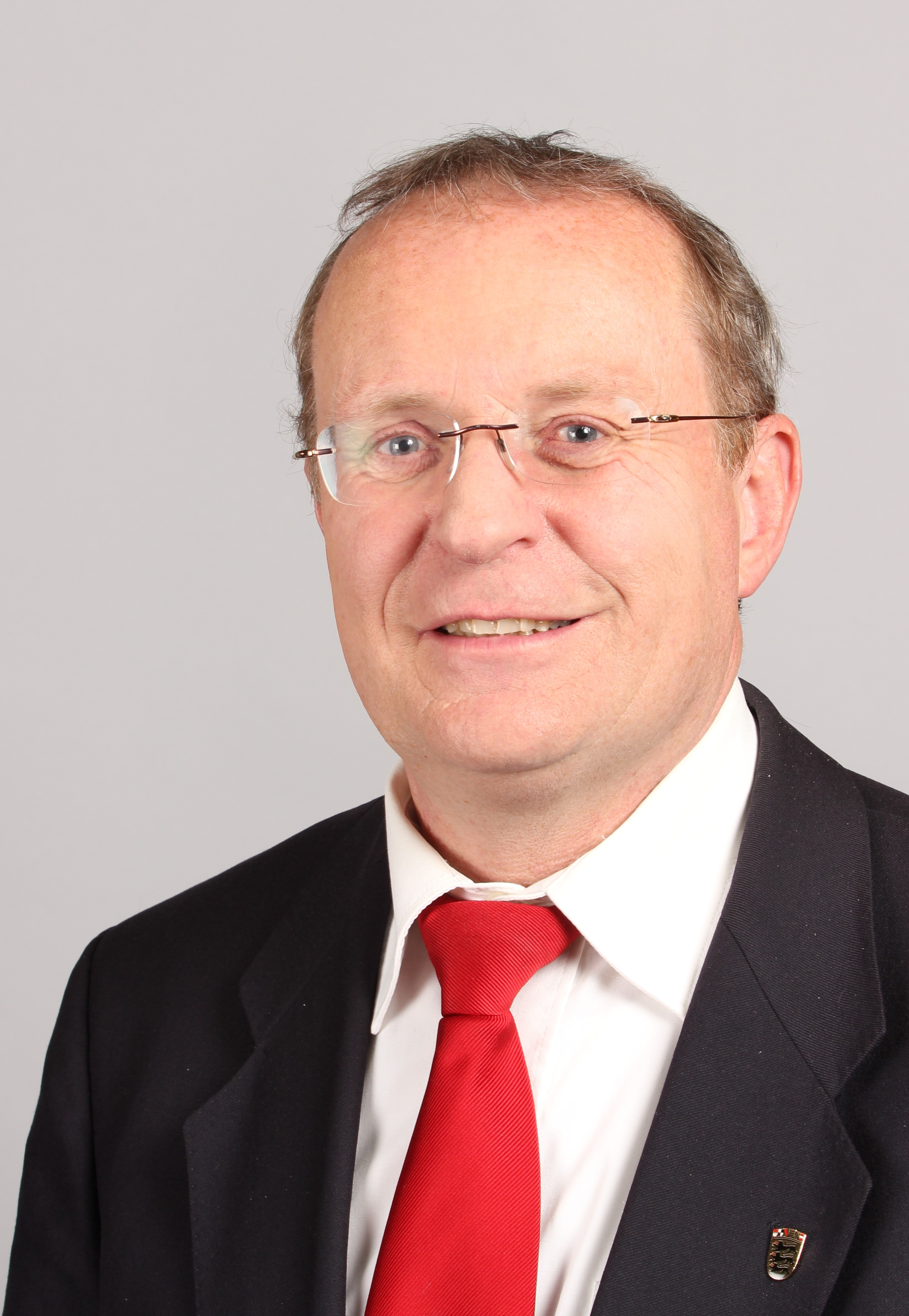
Thomas Reusch-Frey (2013)

Thomas Reusch-Frey (* 4. März 1959 in Metzingen) ist ein deutscher Politiker (SPD) und war von 2011 bis 2016 Abgeordneter im Landtag von Baden-Württemberg.

## Biografie
Nach Abitur und Zivildienst absolvierte Thomas Reusch-Frey zunächst eine landwirtschaftliche Ausbildung, bevor er ein Studium der evangelischen Theologie an den Universitäten Tübingen, München und Zürich anschloss. In den Jahren 1994 bis Mai 2011 war er Pfarrer an der Kilianskirche in Bietigheim-Bissingen. Für den Landtagswahlkampf 2011 und seine anschließende Abgeordnetentätigkeit bis 2016 wurde er vom Amt des Pfarrers freigestellt bzw. beurlaubt. Am 1. Oktober 2016 trat er die Stelle als Leiter des treffpunkt 50plus in Stuttgart an und ist damit als Studienleiter und Pfarrer an der Evangelischen Akademie Bad Boll angebunden.
Reusch-Frey ist Initiator der Stolperstein-Initiative in Bietigheim-Bissingen. Er ist verheiratet und hat drei Kinder.

## Politik
Reusch-Frey gehört der SPD seit dem Jahr 1989 an. Im Gemeinderat von Bietigheim-Bissingen hat er seit 1999 einen Sitz; außerdem ist er ehrenamtlicher Stellvertreter des Oberbürgermeisters. Dem Kreistag des Landkreises Ludwigsburg gehörte er in den Jahren 2009 bis 2011 an.
Bei der Landtagswahl 2011 wurde er im Landtagswahlkreis Bietigheim-Bissingen über ein Zweitmandat in den Landtag gewählt.  Das landesweit schlechte Abschneiden der SPD bei der Landtagswahl 2016 kostete Reusch-Frey nach nur einer Legislaturperiode sein Mandat: er erhielt lediglich 13,0 Prozent der Stimmen (nach 24,1 Prozent in 2011) und schaffte es damit nicht erneut in den Landtag.